# Cerkev svetega Izaka
Cerkev svetega Izaka ali Isaakievski Sobor (rusko: Исаа́киевский Собо́р) je cerkev, ki trenutno deluje kot muzej v Sankt Peterburgu v Rusiji. Posvečena je svetemu Izaku Dalmatinskemu, zavetniku Petra Velikega, ki se je rodil na praznik tega svetnika. Prvotno je bila zgrajena kot cerkev, a jo je sovjetska vlada leta 1931 spremenila v muzej, kar je še danes. Leta 2017 je guverner Sankt Peterburga ponudil, da bi cerkev vrnili Ruski pravoslavni cerkvi, vendar to ni uspelo zaradi protestov. 

## Zgodovina
Cerkev na Trgu svetega Izaka je car Aleksander I. naročil zamenjati Vincenzu Brennu in je bila četrta zaporedna cerkev na tem mestu. Posebej imenovana komisija je pregledala več modelov, vključno s tistim francoskega arhitekta Augusta de Montferranda (1786–1858), ki je študiral v ateljeju Napoleonovega oblikovalca Charlesa Percierja. Nekateri člani komisije so Montferrandovo zasnovo kritizirali zaradi suhega in domnevno dolgočasnega ritma štirih enakih pedimentnih oktastil portikov. Prav tako je bilo predlagano, da bo zgradba kljub velikanskim dimenzijam videti čokata in ne ravno veličastna. Člani komisije, ki so jo sestavljali znani ruski arhitekti, so bili še posebej zaskrbljeni zaradi potrebe po gradnji nove ogromne zgradbe na starem nezanesljivem temelju. Cesar, ki se je zavzemal za empir arhitekturni slog, je moral nastopiti in razrešiti spor v Montferrandovo korist.
Cerkev so gradili 40 let (1818 do 1858) je pod vodstvom Montferranda,. Gradnja je trajala toliko časa, da je pustila idiom v finskem jeziku: rakentaa kuin Iisakinkirkkoa (Graditi kot Izakovo cerkev), ko govorimo o dolgoročnih gradbenih projektih.
Za zagotovitev gradnje je bil temelj okrepljen s 25.000 piloti pripeljanimi iz Flandrije v Sankt Peterburg. Ustvarjene so bile inovativne metode za postavitev velikanskih stebrov portika. Stroški gradnje so znašali neverjetnih 1.000.000 zlatih rubljev. V času sovjetske vlade je bila stavba zaprta za verske obrede. Leta 1931 so jo spremenili v Muzej zgodovine religije in ateizma, golobjo skulpturo so odstranili in nadomestili Foucaultovo nihalo. 12. aprila 1931 je bila organizirana prva javna predstavitev nihala, da bi predstavili Kopernikovo teorijo. Leta 1937 so muzej spremenili v cerkveni muzej, nekdanje zbirke pa so prenesli v Muzej zgodovine religije (v Kazanski cerkvi).
Med drugo svetovno vojno je bila kupola prebarvana v sivo, da ne bi pritegnila pozornosti sovražnikovih letal. Na njenem vrhu je bilo pod strešno okno postavljeno geodetsko presečišče, ki je določilo položaje nemških topniških baterij.
Z padcem komunizma so muzej odstranili, v cerkvi pa se je nadaljevalo redno bogoslužno delovanje, vendar le v levi stranski kapeli. Osrednji del cerkve se uporablja samo za praznike.
Guverner Sankt Peterburga Georgy Poltajčenko je 10. januarja 2017 napovedal, da bo cerkev prepustil  Ruski pravoslavni cerkvi. Ključni protokoli prenosa so bili določeni z odredbo, ki jo je izdal Sanktpeterburški odbor za lastniška razmerja 30. decembra 2016. Dokument se je iztekel 30. decembra 2018. Novo odredbo lahko izda na zahtevo Ruske pravoslavne cerkve, vendar takšen zahtevek še ni bil predložen.
Prenos cerkve svetega Izaka v uporabo je ROC je bila dogovorjena januarja 2017, vendar je odločitev povzročila nezadovoljstvo meščanov, ki so branili status muzeja. Odločitev mestnih oblasti je bila na sodiščih sporna. Trenutno je v stavbi muzej. Danes so cerkveni obredi tu samo priložnostni.

## Zunanjost
Neoklasicistična zunanjost izraža tradicionalno rusko-bizantinsko formulo tlorisa grškega križa z veliko osrednjo kupolo in štirimi pomožnimi kupolami. Podobna je vili Capra La Rotonda Andreja Palladia, s polno kupolo na visokem bobnu. Zasnova cerkve na splošno in zlasti kupole je kasneje vplivala na oblikovanje kupole Kapitola v Washingtonu , Wisconsin v Madisonu  in Luteranske stolnice v Helsinkih.
Zunanjost je iz sivega in rožnatega kamna in ima skupaj 112 rdečih granitnih stebrov s korintskimi kapiteli, vsak je izrezan in postavljena kot en blok: 48 v višini tal, 24 na rotondi skrajne zgornje kupole, 8 na vsaki od štirih stranskih kupol in 2 v okvirju vsakega od štirih oken. Rotondo obdaja pešpot, dostopna turistom. 24 kipov stoji na strehi, še 24 pa na rotondi.

## Kupola
Glavna kupola se dviga 101,5 metra; zunanjost je pozlačena. Kupolo krasi dvanajst kipov angelov Josefa Hermanna . Ti angeli so bili verjetno prve velike skulpture, ki so nastale po novem postopku galvanoplastike, kar je bila alternativa tradicionalnemu ulitju kipov v bron. Montferrandova zasnova kupole temelji na nosilni strukturi iz litega železa. Bil je tretji zgodovinski primerek litoželezne kupole po stolpu v Nevjansku (1732) in stolnici v Mainzu (1826), arhitekta Georga Mollerja, ki je bila odstranjena leta 1870, ker je bila pretežka.

## Notranjost
Bronasta vrata, prekrita z reliefi Ivana Vitalija, so izdelana po vzoru slavnih vrat  Baptisterija svetega Janeza v Firencah, ki jih je zasnoval Lorenzo Ghiberti. Pod vrhom kupole je obešen bel golob, ki predstavlja Svetega Duha. Notranje značilnosti, kot so stebri, pilastri, tla in kip Montferranda, so sestavljeni iz večbarvnih granitov in marmorja, zbranih iz vseh delov Rusije. Ikonostas je uokvirjen z osmimi stebri iz poldragih kamnov: šest iz malahita in dva manjša iz lazurita. Tudi štirje pedimenti so bogato izklesani.
Notranjost je bila prvotno okrašena z več slikami Karla Bryullova in drugih velikih ruskih mojstrov tistega časa. Ko so se te slike začele slabšati zaradi hladnih, vlažnih razmer znotraj cerkve, je Montferrand ukazal, da jih je treba reproducirati kot mozaike, tehniko, ki jo je v Rusiji uvedel Mihail Lomonosov. To delo ni bilo nikoli končano.
View 360°

## Tehnologija
William Handyside in drugi inženirji so pri gradnji stavbe uporabili številne tehnološke novosti. [22] Stebri portikov so bili postavljeni z uporabo velikih lesenih okvirjev pred postavitvijo sten. Pod stavbo je 10.000 drevesnih debel, ki so jih delavci potopili v močvirne bregove, na katerih stoji cerkev. Kupola je bila pozlačena s tehniko, podobno barvanju s sprejem; uporabljena raztopina je vsebovala strupeno živo srebro, katerega hlapi so povzročili smrt šestdeset delavcev. [23] [24] Deset pozlačenih kipov angelov, visokih vsak šest metrov, ki so obrnjeni drug proti drugemu v notranjosti rotonde, so bili zgrajeni po galvanoplastični tehnologiji, zaradi česar so debeli le nekaj milimetrov in zelo lahki. Cerkev sv. Izaka predstavlja prvo uporabo te tehnike v arhitekturi.

## Galerija
- Litografija prve cerkve sv. Izaka, risba Auguste de Montferrand, 1710)
- Tloris cerkve
- Sveti Izak blagoslovi cesarja Teodozija in njegovo ženo Flaccillo
- Bronasta vrata sv. Izaka
- Notranjost za 360º panoramo tukaj
- Glavni ikonostas, ki prikazuje malahitne in lazuritne stebre
- Ikonostas v stranski kapeli
- Svetišče čudežne Tihvinske ikone Matere Božje
- Svetišče, ki so ga videli v Svetih vratih med Svetlim tednom
- Notranjost velike kupole, v čast Svetemu Duhu
- Pogled s cerkve na Izakov trg
- Fotografija iz cerkve sv. Izaka